# کامی ماندریون
کامی ماندریون (فرانسوی: Camille Mandrillon‎; ۶ سپتامبر ۱۸۹۱ – ۲۲ مارس ۱۹۶۹)  ورزشکار دوگانه اهل فرانسه بود.